# Phainantha steyermarkii
Phainantha steyermarkii är en tvåhjärtbladig växtart som beskrevs av John Julius Wurdack. Phainantha steyermarkii ingår i släktet Phainantha och familjen Melastomataceae. Inga underarter finns listade i Catalogue of Life.